# Regroupement pédagogique
En France, un regroupement pédagogique consiste à associer plusieurs écoles à faibles effectifs scolaires afin de constituer une école (ou plusieurs) concernant plusieurs sites, certains niveaux, par exemple les classes maternelles et/ou le cours préparatoire ainsi que les cours élémentaires étant implantés dans une école et d'autres niveaux, par exemple les cours moyens, étant implantés dans une autre école. Il s'agit alors d'un regroupement pédagogique dispersé.
Si les écoles concernées sont situées dans des communes différentes, on parle aussi de regroupement pédagogique intercommunal ou RPI. Ce regroupement peut être dispersé ou concentré dans une seule commune. On parlera alors de regroupement pédagogique concentré (RPC).

## Histoire
Les premiers regroupements pédagogiques intercommunaux de France furent créés en 1972, l'un d'eux se trouve dans les Pyrénées-Atlantiques.
Créé le 16 août 1972, il regroupe les écoles des communes d'Auterrive, Léren, Saint-Dos et Saint-Pé-de-Léren.
Trois écoles se répartissent les enfants, de la toute petite section de maternelle au CM2.